# Joe Bushkin
Joe Bushkin (Joseph Bushkin; * 7. November 1916 in New York City; † 3. November 2004 in Santa Barbara, Kalifornien) war ein US-amerikanischer Jazz-Pianist und Bandleader.

## Leben und Wirken
Der Sohn russischer Immigranten erlernte als Kind das Klavier- und später das Trompetenspiel und begann seine professionelle Karriere 1932 unter Frank LaMarr im New Yorker Roseland Ballroom. Im Alter von neunzehn Jahren wurde er Mitglied der Bunny Berigan Boys, denen auch Eddie Condon und George Zack angehörten. 1936 spielte er auf Billie Holidays erstem eigenen Album, außerdem arbeitete er von 1936 bis 1938 mit Eddie Condon.
Nachdem er Muggsy Spanier bei seinem Klassiker Relaxing at the Touro begleitet hatte, trat er Tommy Dorseys Band bei, mit der er über einhundert Aufnahmen einspielte, darunter einige mit Frank Sinatra und Buddy Rich. Für Sinatra komponierte er auch dessen ersten großen Erfolgstitel Oh, Look at Me Now. Von 1942 bis 1946 war Bushkin als Trompeter bei der US Army; 1944 war er musikalischer Leiter und Arrangeur einer Commodore-Session mit Lester Young und den Kansas City Six.
1946 wurde er Nachfolger von Mel Powell in Benny Goodmans Band, im Folgejahr unternahm er mit Bud Freeman eine Tournee durch Brasilien. In der Folge trat er im Jazzklub The Embers mit Milt Hinton, Buck Clayton und Jo Jones auf; 1950 erschien sein erstes Soloalbum I Love a Piano. Im Folgejahr leitete er Sinatras Band während seiner Auftritte am New Yorker Paramount Theatre. Nach einer Englandreise 1953 wurde er Mitglied von Louis Armstrong & His All-Stars.
Nachdem Bushkin mit seinen Bands in den 1950er und 1960er Jahren in den Nachtklubs Manhattans aufgetreten war, übersiedelte er 1969 mit seiner Familie nach England und ließ sich 1971 in Santa Barbara nieder. 1976–77 begleitete er Bing Crosby auf seiner letzten Tournee. 1984 trat er in einem Konzert zu seinem fünfzigjährigen Bühnenjubiläum im New Yorker Regis Hotel zum letzten Mal auf.

## Diskographie
- I Love a Piano, Soloalbum, 1950
- Piano Moods, Soloalbum, 1950
- After Hours, Soloalbum, 1951
- Midnight Rhapsody, 1955
- A Fellow Needs a Girl, Soloalbum, 1956
- Bushkin Spotlights Berlin, Soloalbum, 1956
- Skylight Rhapsody, Soloalbum, 1956
- Joe Bushkin mit Morey Feld, Sid Weiss, 1957
- Joe Bushkin in Concert Town Hall mit Ed Shaughnessy, Chuck Wayne, Milt Hinton, 1963 (2002)
- Night Sounds of San Francisco, Soloalbum, 1965
- The Road to Oslo & Play It Again Joe mit Bing Crosby, Howard Alden, Dan Barrett, Phil Bodner, Al Grey, Jake Hanna, Warren Vaché, Major Holley, Johnny Smith, Milt Hinton, Butch Miles, Glenn Osser, 1977
- Piano Moods/After Hours mit Buck Clayton, Sid Weiss, Jo Jones, Eddie Safranski, 2002